# Râul Valea Purcăreți
Râul Valea Purcăreți este un curs de apă, afluent al râului Taița. 